# Tucumántangara
Tucumántangara (Poospiza baeri) är en fågel i familjen tangaror inom ordningen tättingar.

## Utseende och läte
Tucumántangaran är en 17 cm lång mestadels marklevande tangara med dämpade färger. Fjäderdräkten är grå med viss olivgrön anstrykning. På buken är den något ljusare. Den är vidare orange- eller roströd på pannan, i ögonbrynsstrecket och i en fläck under ögat samt på strupen, övre delen av bröstet och undre stjärttäckarna. Näbben är liten och mörk. Sången är enkel och bland lätena hörs anspråkslösa och tunna "tziíp".

## Utbredning och systematik
Fågeln förekommer i Anderna i nordvästra Argentina (Jujuy till Tucumán, Salta och La Rioja). Den behandlas som monotypisk, det vill säga att den inte delas in i några underarter. Tidigare placerades arten i släktet Compsospiza, men genetiska studier visar att den liksom cochabambatangaran är inbäddad i släktet Poospiza.

### Familjetillhörighet
Liksom andra finkliknande tangaror placerades denna art tidigare i familjen Emberizidae. Genetiska studier visar dock att den är en del av tangarorna.

## Status och hot
Tucumántangaran har en liten världspopulation bestående av uppskattningsvis endast 2 500–10 000 vuxna individer. Utbredningsområdet är dock relativt stort. Beståndsutvecklingen är oklar, men den tros inte vara hotad. IUCN kategoriserar den som livskraftig.

## Namn
Fågeln kallades tidigare tucumánfink, men namnet justerades av BirdLife Sveriges taxonomikommitté 2020 för att bättre återspegla familjetillhörigheten. Dess vetenskapliga artnamn baeri hedrar G. A. Baer (1839–1918), fransk naturforskare som samlade in typexemplaret.